# Resolutie (radar)
Bij radars is de resolutie de afstand tussen twee doelen waarbij het systeem de doelen nog als afzonderlijk kan waarnemen. Komen de doelen dichter bij elkaar, dan smelten de radarbeelden samen en worden door het systeem als één doel gezien. Dit verschijnsel wordt in radar-jargon aangeduid met merging. Wanneer de twee doelen zich weer van elkaar verwijderen, is het de taak van het radarsysteem om elk doel weer correct te identificeren, dus ervoor zorgen dat de doelen niet van identiteit zijn verwisseld.
De resolutie is te onderscheiden in radiale resolutie en tangentiële resolutie. Radiale resolutie zou men kunnen omschrijven als het afstand-onderscheidingsvermogen, tangentiële resolutie als azimut-onderscheidingsvermogen. De radiale resolutie wordt uitgedrukt in meters, de tangentiële resolutie in graden. Dit laatste houdt in dat de tangentiële resolutie uitgedrukt in meters niet constant is. Met toenemende afstand wordt ook de tangentiële resolutie in meters groter (en het onderscheidingsvermogen in meters dus slechter). Dit betekent dat twee doelen op een bepaalde (azimut-)afstand van elkaar, dicht bij de radar wel als afzonderlijke doelen kunnen worden waargenomen, maar van veraf niet. Dit is vergelijkbaar met het menselijk gezichtsvermogen.

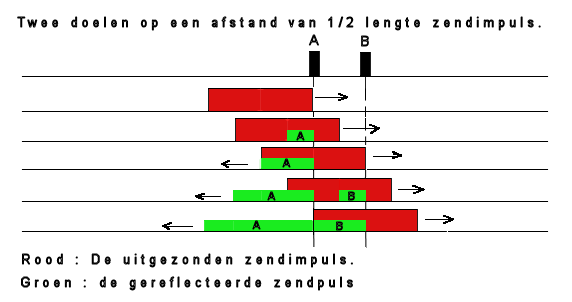
Een situatie waarbij de puls even lang is als tweemaal de afstand tussen de twee doelen. De twee reflecties komen exact achter elkaar tot 1 echo, waardoor de doelen niet meer afzonderlijk kunnen worden waargenomen.

Het minimum afstand-onderscheidingsvermogen van een radar is afhankelijk van de lengte van de uitgezonden puls van de radar.
Indien een zendpuls op hetzelfde moment twee doelen raakt die zich op een afstand van een halve impulslengte of minder in de radarbundel bevinden, ziet de radar maar één doel.
Het minimum onderscheidingsvermogen in meters wordt gegeven via de formule:
{\displaystyle R={{c\cdot \tau } \over 2}}
Hierin is:
- R = het onderscheidingsvermogen in meters
- c = de voortplantingssnelheid van de puls in meters per seconde
- τ = de pulslengte in seconden

Zo heeft een luchtwaarschuwingsradar met een pulslengte van 0,5 μs een radiaal onderscheidingsvermogen van (3 x 108) x (0,5 x 10−6) / 2 = 75 meter.
De radiale resolutie kan worden verkleind door in het videocircuit van de ontvanger een differentiator aan te brengen. Deze schakeling onderscheidt in de videopuls de energie-inhoud en onderscheidt daarmee de twee doelen.
Een andere mogelijkheid is de zendimpuls FM te moduleren hetgeen veel toegepast wordt in MTI (Moving Target Indicator) radars.

## Bronn
1. 1 2  Radar tutorial